# Gentilhombre de bandera
Se llama gentilhombre de bandera a un joven de distinción y nacimiento que servía en Francia sin sueldo en cualquier compañía de los regimientos de la guardia real. 
Se le tomaba como un oficial supernumerario: usaba el mismo uniforme que los demás efectivos y su obligación era llevar la bandera en las formaciones y demás actos del servicio. Por ese medio contraía méritos y estaba destinado a ocupar el empleo de subteniente cuando hubiese una vacante. 